# Mięśnie pochyłe
Mięśnie pochyłe (łac. musculi scaleni) – w anatomii człowieka parzyste mięśnie zaliczane do grupy głębokiej mięśni szyi. Znajdują się na szyi głębiej i nieco bardziej bocznie niż mięśnie podgnykowe. Ich przyczepy początkowe znajdują się na wyrostkach poprzecznych kręgów. Mięśnie te zmierzają do żeber (I i II).
Do tej grupy należą cztery mięśnie:
- mięsień pochyły przedni (łac. musculus scalenus anterior),
- mięsień pochyły środkowy (łac. musculus scalenus medius),
- mięsień pochyły tylny (łac. musculus scalenus posterior),
- mięsień pochyły najmniejszy (łac. musculus scalenus minimus), niestały[1].

Mięśnie te stanowią brzegi dwóch trójkątnych szczelin, przez które przechodzą ważne naczynia krwionośne i nerwy. Szczelina przednia mięśni pochyłych znajduje się pomiędzy mięśniem pochyłym przednim, tylną powierzchnią obojczyka i mięśniem mostkowo-obojczykowo-sutkowym, przechodzi przez nią żyła podobojczykowa. Szczelina tylna mięśni pochyłych natomiast – pomiędzy mięśniem pochyłym przednim a środkowym, przechodzi przez nią tętnica podobojczykowa oraz splot ramienny, a pomiędzy tętnicą a splotem leży mięsień pochyły najmniejszy.
Mięśnie pochyłe unaczynione są przez gałęzie tętnicy podobojczykowej: tętnicę szyjną wstępującą, tętnicę szyjną głęboką, tętnicę kręgową i tętnicę tarczową dolną, a unerwione przez gałęzie bezpośrednio odchodzące od splotu szyjnego i częściowo ramiennego (metamery C3–C8).

## Funkcje
Mięśnie te unoszą żebra działając jako silne pomocnicze mięśnie wdechowe. Przy ustalonych żebrach powodują zgięcie odcinka szyjnego kręgosłupa w swoją stronę, do przodu lub powodują jego obrót.

## Znaczenie kliniczne
Niektórzy ludzie aktywują mięśnie pochyłe podczas oddychania, co często prowadzi do przeciążenia tych mięśni. Prowadzi to do bólu szyi promieniującego do kończyny górnej. Nie jest to jednak ostry ból, taki jak w zespołach bólowych związanych z uciskiem na korzenie nerwów. Przeciążenie tych mięśni zazwyczaj daje pozytywny wynik tzw. testu zgięcia palca, kiedy to pacjent nie jest w stanie dotknąć opuszkami palców stawów śródręczno-paliczkowych. Ucisk na tętnicę podobojczykową w obrębie szczeliny tylnej mięśni pochyłych może powodować zespół górnego otworu klatki piersiowej.